# Prijenos datoteka putem interneta
Prijenos datoteka putem interneta (na engleskom download i upload) označava prijenos digitalnih podataka sa središnjih sustava kao što su FTP server ili Mail server, na osobno računalo i obrnuto. U svakodnevnom govoru skidanje s interneta, označava preuzimanje datoteke s web servera na osobno računalo ili neki drugi medij za pohranu podataka. 
Postavljanje datoteka (upload) je prijenos digitalnih podataka s računala na središnji sustav. 